# Музейна печера (Росія)
Музейна, Новокаракольська (рос. Музейная, Новая Каракольская) — карстова печера на Алтаї, Республіка Алтай, Росія. Печера комплексного (горизонтально-вертикального) типу простягання. Загальна протяжність — 890 м. Глибина печери — 42 м, амплітуда висот — 42 м.  Печера відноситься до Західноалтайської області Алтайської провінції Алтай-Саянської спелеологічної країни. Кадастровий номер 5117/8439-3.